# Radio Caroline
Radio Caroline was de eerste zeezender voor de Britse kust, die tussen 1964 en 1990 uitzond vanaf verschillende schepen op de Noordzee. Pas na 1990 ging Radio Caroline door aan de vaste wal. Ronan O'Rahilly was de belangrijkste oprichter.

## Het ontstaan van Radio Caroline

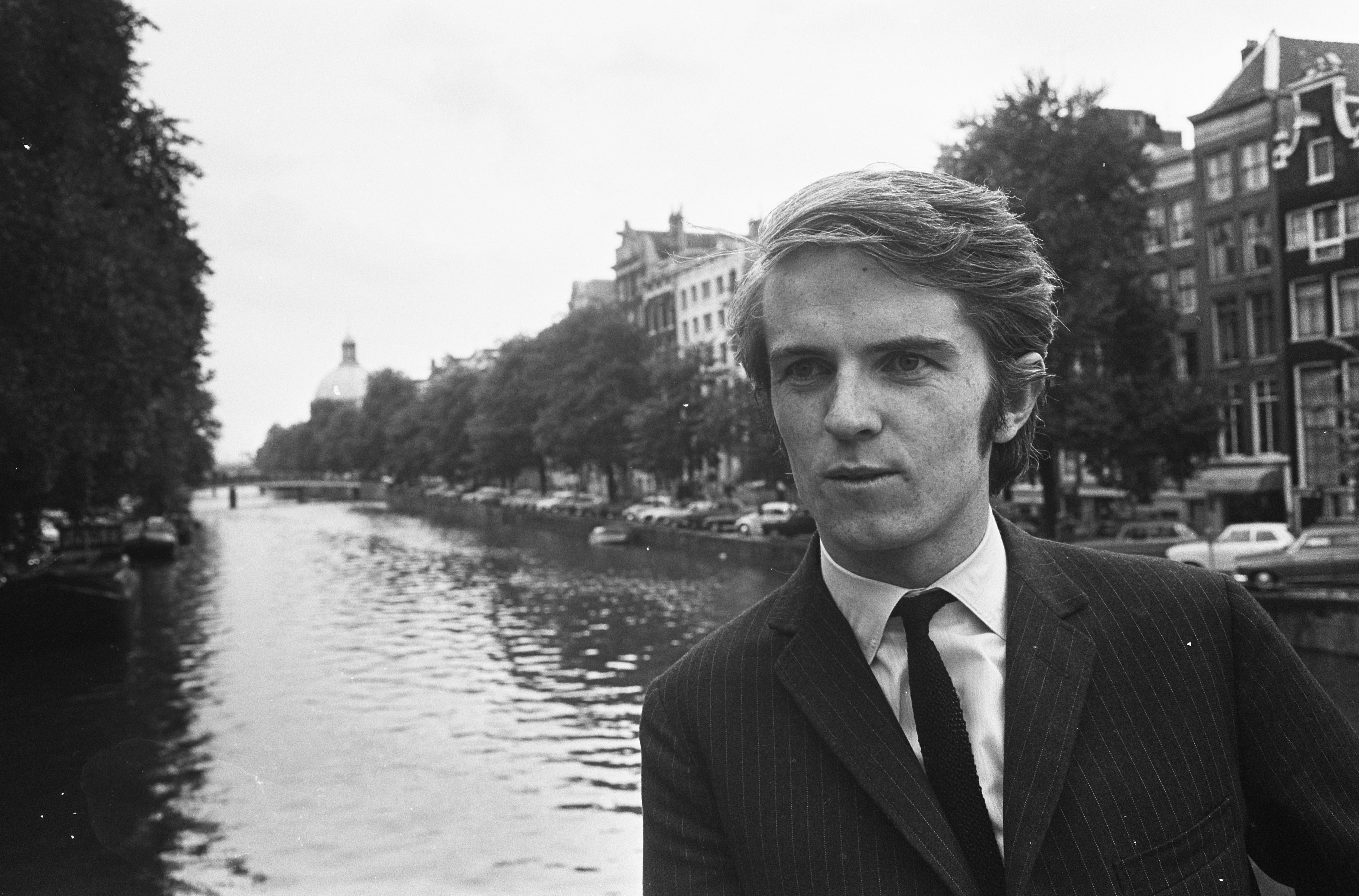
Ronan O'Rahilly in Amsterdam (1967)

De manager van Georgie Fame in het begin van de jaren zestig was Ronan O'Rahilly, geboren in Ierland en wonend in Londen in het Verenigd Koninkrijk, waar hij een zakenkantoor had. Voor O'Rahilly was het moeilijk de platen van Georgie Fame gedraaid te krijgen bij de BBC, want daar hadden ze Needle Time, dat wil zeggen dat er maar een beperkt aantal platen per uur of dag mocht worden gedraaid. Tieners hadden toen een muziekprogramma van slechts maximaal 30 minuten per week.
Ook bij Radio Luxembourg lukte het niet. Radio Luxembourg werd vooral in de avond en nachtelijke uren druk beluisterd in heel Europa, omdat die een zender had met een groot vermogen van 1200 kW (1,2 megawatt) in het groothertogdom Luxemburg. Bij Radio Luxembourg zwaaiden de platenmaatschappijen de scepter, om beurten Philips, Decca, EMI en Pye Records (Nixa Records), want die samen kochten alle zendtijd op. Programma's van 30 minuten werden gesponsord door een bepaald platenlabel. De uitgebrachte muzieksingles werden niet compleet gedraaid, maar ingekort tot ongeveer 2 minuten, om binnen 30 minuten zoveel mogelijk 45-toerensingles te kunnen draaien. Er waren ook diverse andere gesponsorde programma's.
Vanwege de problemen bij het gedraaid krijgen van platen besloot Ronan O'Rahilly zelf een zeezender op de Noordzee op te richten met de naam Radio Caroline, genoemd naar de dochter van John F. Kennedy. Hij had Caroline Kennedy op de cover van het maandblad Time Magazine zien staan en zo kwam hij aan de naam. Het schip lag 3 mijl uit de Britse kust en bevond zich daardoor juridisch gezien in internationale wateren.
Op paaszaterdag 28 maart 1964 om 12:00 GMT begon Radio Caroline met haar uitzendingen. Er werd uitgezonden van 6 uur tot 18 uur. Volgens een opiniepeiling waren er ruim 7 miljoen luisteraars gemiddeld per dag; in de eerste week ontving men ruim 20.000 brieven van luisteraars. Het schip lag voor anker nabij Felixstowe, Verenigd Koninkrijk. De oorspronkelijke naam van het schip was MV Fredericia, deze werd veranderd in MV Caroline. Het monopolie van de BBC was nu doorbroken, Radio Caroline had meer luisteraars dan de BBC.

## Radio Caroline North en Radio Caroline South

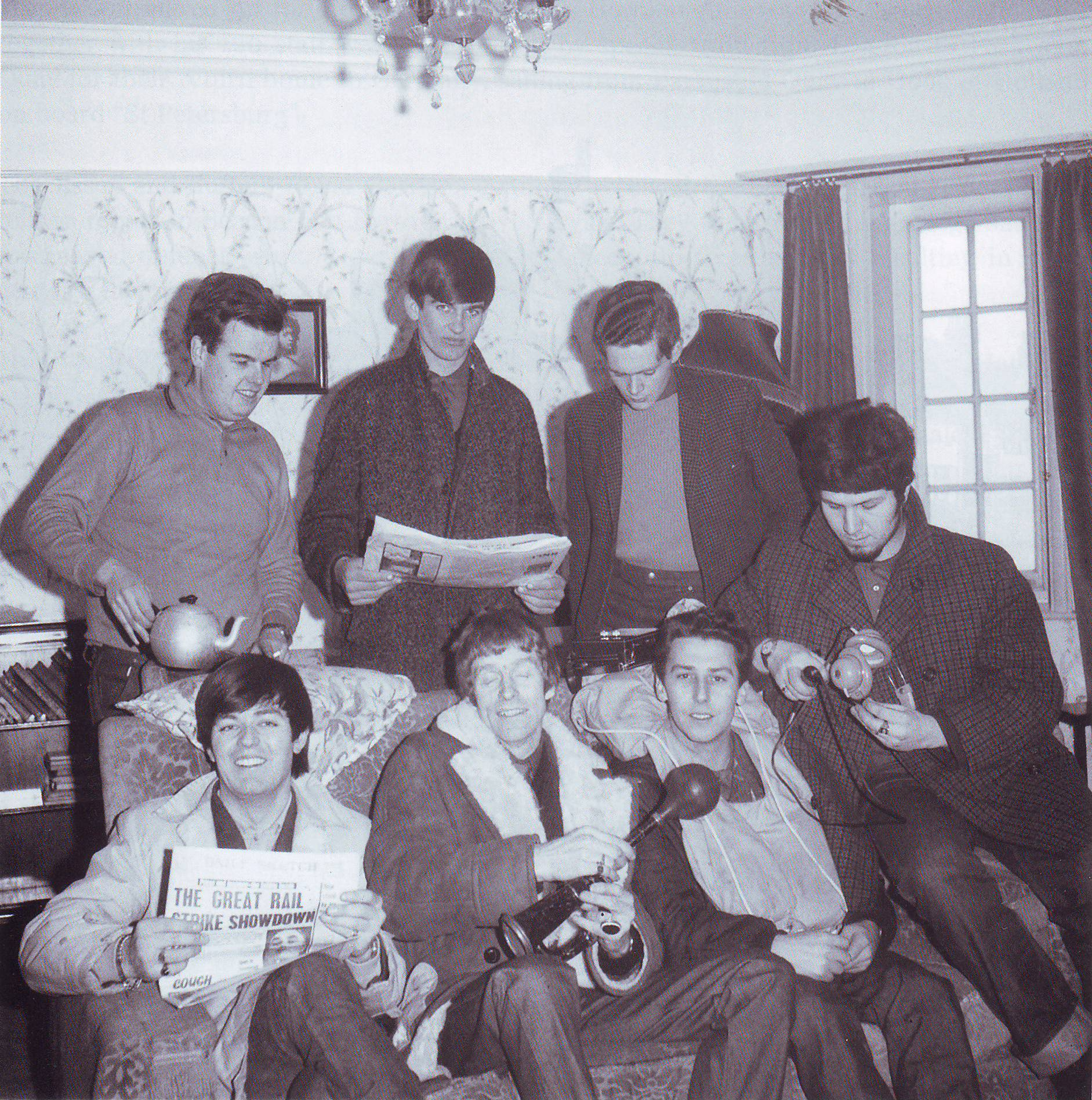
Radio Caroline DJs (1966)

Het eerste schip heette MV Fredericia. Het had IMO nummer 5120609. Op Goede Vrijdag 27 maart 1964 begonnen testuitzendingen. De volgende dag, 28 maart 1964 om 12 uur Engelse tijd, ging de officiële uitzending van start. Not Fade Away van The Rolling Stones was als eerste te horen.
Radio Caroline fuseerde op 4 juli 1964 met Radio Atlanta, een station dat kort na Caroline was begonnen met uitzendingen. De MV Fredericia voer naar een ankerplaats voor het eiland Man in de Ierse Zee en kreeg de naam Radio Caroline North. De MV Mi Amigo van Radio Atlanta bleef op zijn oude plek liggen en ging Radio Caroline South heten. Beide Carolines zonden uit op 199 meter, later 252,5 meter (m.b.t. frequentie 1187 kHz: omdat 9 in het Engels als 'nine' wordt uitgesproken en dit rijmt op Caroline moet daarom de frequentie in meters altijd op een 9 eindigen ook al is dit op zich onjuist, daarom zei Radio Caroline altijd dus hoewel foutief 259 i.p.v. 252 of 253 of 252½ meter. (North op 1169 kHz en South op 1187 kHz)) van de middengolf.
In het Verenigd Koninkrijk werd op 15 augustus 1967 een antizeezenderwet van kracht. Andere zeezenders stopten, maar de beide Carolineschepen gingen door. Maar op 3 maart 1968 leek het avontuur toch voorbij. Beide schepen werden weggesleept door Wijsmuller wegens betalingsachterstand en kwamen op 9 maart 1968 in Amsterdam aan.

## Radio Caroline voor de Nederlandse kust

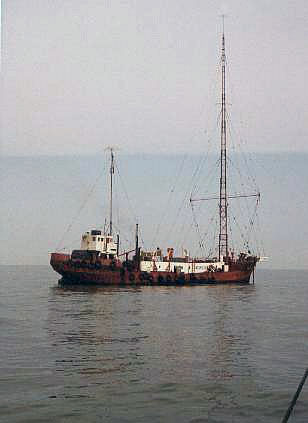
MV Mi Amigo (1974)

Op 29 mei 1972 werden de Carolineschepen bij opbod openbaar verkocht. De Mi Amigo werd gekocht door Gerard van Dam en kwam via enkele stromannen in 1972 terug in het bezit van de Radio Carolineorganisatie.
Caroline begon daarop weer met uitzendingen, ditmaal vanaf een positie voor de kust van Scheveningen. Ook werden toen voor het eerst Nederlandstalige programma's uitgezonden. Na een muiterij aan boord in december 1972, waardoor het schip via IJmuiden naar de haven van Zaandam werd gesleept, wist het toch via een list (het willen oprichten van een zeezendermuseum) te ontsnappen naar de Noordzee, en kwamen er min of meer geregelde uitzendingen. Vanaf dat moment verhuurde Caroline bijna altijd haar tweede zender aan boord van de Mi Amigo aan een Nederlandstalige zender, zoals in 1973 Radio Atlantis en vanaf 1974 Radio Mi Amigo. In juni 1973 stopte Radio Caroline tijdelijk vanwege problemen met de generatoren. Na de uitzendtijden van Radio Atlantis nam Radio Seagull de Engelstalige nachtuitzendingen over. De naam was van Caroline in Seagull veranderd, omdat het format was veranderd van hits in alternatieve (lp-)muziek. In februari 1974 veranderde de naam echter weer terug in Radio Caroline.

## Radio Caroline wederom voor de Engelse kust
Op 29 augustus 1974 verliet de Mi Amigo zijn plaats voor de Nederlandse kust. De volgende dag ankerde het schip voor de kust van Engeland. Op 1 september werd het verdrag van Straatsburg in Nederland van kracht, maar net als Radio Caroline ging ook Radio Mi Amigo gewoon verder met uitzenden. Ook deze keer stopten een dag eerder, 31 augustus, de andere zeezenders (Veronica, Radio Noordzee Internationaal en Radio Atlantis).
Gedurende deze periode begon elke uitzending steevast met het karakteristieke "Calling Occupants of Interplanetary Craft" (1976) van de band Klaatu.
Caroline en Mi Amigo gingen door met uitzenden tot 20 oktober 1978 de generator het begaf. Beide stations verlieten die dag om 12:00 uur de ether. Mi Amigo keerde later vanaf een eigen schip terug, Caroline op 15 april 1979 met overdag Nederlandstalige programma's en 's avonds Engelstalig. Het zendschip was echter in zeer slechte conditie, omdat er sinds 1966 al geen onderhoud meer was gepleegd. Het zendschip kon immers niet zomaar even een haven invaren.
De Mi Amigo hield het nog tot 20 maart 1980. Die dag brak hij los van zijn ankers, kwam op een zandbank terecht en raakte lek. Een aantal uren later zonk hij, zonder slachtoffers. Een van de opvarenden was de latere Sky Radiodirecteur Ton Lathouwers.

## Terugkeer voor de Engelse kust
Het was lang wachten op nieuwe uitzendingen vanaf de Noordzee, maar Radio Caroline kwam in de zomer van 1983 terug vanaf de MV Ross Revenge. Op 15 december 1984 was het Nederlandstalige Radio Monique te beluisteren vanaf dit zendschip. Er kwam nog concurrentie van een nieuwe zeezender, Laser 558, die zijn programma op Amerikaanse leest had geschoeid. Deze zender was gehuisvest op het zendschip Communicator dat in de buurt van de Ross Revenge lag. Radio Caroline vond bijna haar einde als zeezender toen de Britse en Nederlandse autoriteiten op 19 augustus 1989 een overval uitvoerden op de zender en aan boord van de Ross Revenge alles in beslag namen of kapot sloegen. Radio 819, zoals Radio Monique als derde naam had (na al een tijdje Radio 558 geheten te hebben), verdween definitief, evenals de religieuze kortegolfzender World Mission Radio, die storing veroorzaakte, deze zond uit op 6214 kHz en stoorde daardoor de noodfrequentie 6215 kHz, bron:  https://cdn.denhaagfm.nl/luisteren/?src=totaal&t%5Byear%5D=2023&t%5Bmonth%5D=9&t%5Bday%5D=2&t%5Bhour%5D=24 en dan vanaf 59:00. Radio Caroline kwam zwakjes terug, op de reservezender, 21 kW, op 1 oktober 1989 maar werd op 558 kHz doelbewust gestoord door Spectrum Radio – zo'n 10 km ten zuidoosten van Londen – waaraan door de Engelse autoriteiten dezelfde frequentie was toegewezen. Uiteindelijk week men weer uit naar de 819 kHz, maar door financiële problemen én doordat per 1 januari 1990 de Marine Offence Act (MOA) "aangescherpt" werd (daarin werd medewerking met het tot stand komen van illegale uitzendingen in de ruimste zin des woords, verboden en werd de bevoorrading van de Ross Revenge bemoeilijkt) staakte Caroline ruim een jaar later op 5 november 1990 haar uitzendingen. In de herfst van 1991 moest uiteindelijk tijdens een zware storm de nog aanwezige bemanning van boord worden gehaald, nadat het (niet-uitzendende) schip van zijn ankers was geslagen en even daarna op een zandbank was beland. Vervolgens werd de Ross Revenge de haven van Dover binnengesleept.

## Radio Caroline vanaf Engelse bodem

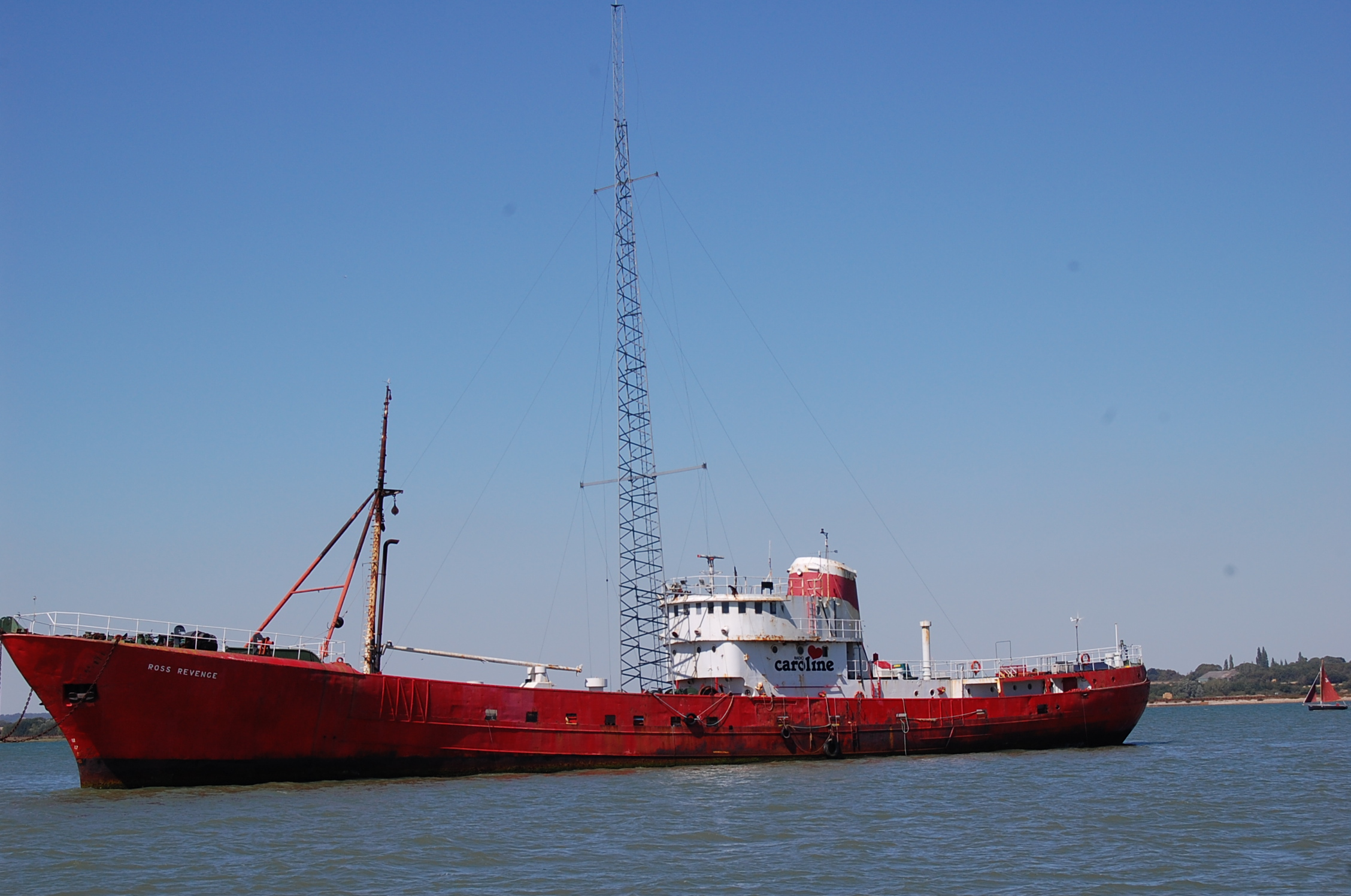
Radio Caroline op de rivier Blackwater op 10 aug 2022

De MV Ross Revenge ligt nu in de monding van het Blackwater. 
Ieder laatste weekend van de maand worden hiervandaan uitzendingen verzorgd door Radio Caroline die dan ook te horen zijn via de middengolfzender op 1386 kHz van Manx Radio. In Maidstone in Kent zijn de vaste radiostudio's gevestigd.
Sindsdien heeft Radio Caroline haar toevlucht genomen tot uitzendingen via de Astra1- en later de Eurobird1- en WorldSpace-satelliet en internet; uitzendingen die in 2013 eindigden. Vanaf 20 juli 2005 werden de uitzendingen van Radio Caroline echter ook dagelijks van één uur 's nachts Midden-Europese (zomer)tijd tot zes uur 's morgens ME(Z)T doorgegeven via de 50 kW-zender van RTI (Radio Tatras International) vanuit Riga, Letland, op de 1350 kHz AM. Maar ergens in juni 2006 is Radio Caroline hiermee gestopt, zodat de vroegere piratenzender net zoals vóór 20 juli 2005 niet meer via de ether te horen is. Wél is Radio Caroline sinds 12 juni 2006 te horen via Sky's electronic programme guide (EPG) op Sky Channel 0199. Op 22 mei 2017 raakte bekend dat Ofcom aan Radio Caroline een licentie had toegekend om uit te zenden op 648 kHz AM van de zendersite van Orford Ness. Deze ligt vlak aan zee zodat de ontvangst aan de andere kant van het Kanaal (vooral in Vlaanderen en Nederland) zeer goed is, zelfs met het betrekkelijk lage vermogen van 1 kW. De mast die het programma uitstraalt, werd vroeger gebruikt door de BBC World Service. Op 11 november 2017 begon Radio Caroline met testuitzendingen op deze frequentie, op 22 december startten de officiële uitzendingen.
In augustus 2021 heeft Ofcom toestemming gegeven om het vermogen van de 648kHz-zender op te drijven. Afhankelijk van de bronnen zou het toegestane vermogen tussen 4 en 10 kW ERP bedragen. In september 2021 heeft de Caroline-organisatie in Nederland een tweedehandse Harris DX25u-zender van 25 kW aangeschaft en geïnstalleerd op de Orfordness transmitting site. Sinds 26 november 2021 is die zender in gebruik met een vermogen van 4 kW. Het sterkere signaal bestrijkt nu East Anglia, East Midlands, Kent, Sussex en verder. De ontvangst is ook aanzienlijk verbeterd in Nederland, België, Frankrijk en Duitsland.